# Стогній Костянтин Петрович
Костянти́н Петро́вич Стогні́й (нар. 16 серпня 1968, Київ) — український телеведучий, автор програм «Вовремя», «Надзвичайні новини», «Країна має знати», засновник та президент міжнародного кінофестивалю «Золота пектораль», публіцист та продюсер. Заслужений журналіст України (2012).

## Початок життя
Костянтин Петрович Стогній народився 16 серпня 1968 року в Києві. Його батько Петро Федотович Стогній був будівельником, мати Стогній (до шлюбу Лаврова) Людмила Василівна працювала комірницею. Батько був людиною суворою та вимогливою, тож матір часто заступалася за дітей. Проте Петро Стогній не відступався та завжди нагадував, що в його сім'ї було 10 дітей та одні чоботи на всіх.

## Освіта
З 1989 по 1994 рік навчався на факультеті журналістики Київського державного університету імені Тараса Шевченка.
У 2002 році закінчив Національну академію МВС України.

## Кар'єра
Після закінчення університету, Стогній стажувався в різних українських та іноземних редакціях. Працював у американському тележурналі National Geographic, де координував програму «По країнах колишнього СРСР». Разом із французькими колегами вів радіорепортажі із зони Придністровського конфлікту.
З 1998 по 2004 рік працював на телеканалі «Інтер». Його авторські програми та репортажі про резонансні кримінальні події, історичні розслідування, випуски з «гарячих точок», завжди мали високий глядацький рейтинг. На «Інтері» Стогній створив й власні програми. Перший проєкт — інформаційна щоденна програма «Вовремя».
Проте популярність К. Стогній здобув завдяки програмі «Кримінал», що виходила на «Інтері».
У 2005 році Стогній очолює Студію документальних фільмів та спеціальних проєктів. Темами «Спецпроєктів» Костянтина Стогнія на телеканалі «Інтер» були в основному історичні події. Водночас «Інтер» починає трансляцію нової авторської програми Стогнія «Чергова камера».
У 2008 році К. Стогній створив власне журналістське агентство розслідувань «Ж. А.Р.А». Студія виробляє його новий авторський проєкт «Надзвичайні новини» для телеканалу ICTV.
Проєкт «Надзвичайні новини» у 2009 році став лідером у номінації «програма року» щорічної премії «Людина року». А ведучий «Надзвичайних новин» Костянтин Стогній отримав звання «Журналіст року у галузі електронних ЗМІ».
У 2009 році розпочалася трансляція нового проєкту К. Стогнія «Країна має знати» на каналі ICTV.
З 2003 року Костянтин Стогній почав створювати власні документальні фільми. Він працює в «гарячих точках» світу та знімає резонансні події та стихійні лиха: падіння «Шаттла», цунамі у Таїланді, звільнення захопленого піратами судна «Фаїна». Зони бойових дій також у полі зору Стогнія: Косово, Ірак, Сомалі, Афганістан, Придністров'я.
Всього К. Стогній створив 480 документальних проєктів, серед яких:
- «Дорога жизни» — 2003 рік, експедиція до Іраку;
- «Страж гроба господнего» — 2003 рік, експедиція у Сирію;
- «Кадорское ущелье» — 2006 рік, експедиція у Грузію;
- «Цунами» — 2004 рік, експедиція у Таїланд;
- «Загадка объекта 100» — 2008 рік, експедиція до Пуерто-Рико;
- «В плену у шайтана» — 2009 рік, експедиція у Афганістан;
- «Война спецслужб» — 2010 рік, експедиція до Сомалі;
- «Фальшивая история» — 2011 рік, Чилі-Аргентина-Антарктида;
- «Майя. Конец света» — 2012 рік, Мехіко-Гватемала

У 2011 році Костянтин Стогній спробував себе як продюсера багатосерійного фільму «Картина крейдою». Це перший в Україні фільм, в основу якого покладені реальні кримінальні справи. Прем'єра фільму «Картина крейдою» відбулася 16 грудня 2011 року з високим рейтингом. Транслювався фільм на каналі ICTV.
У березні 2012 року Костянтин Стогній організував нову експедицію до Мехіко та Гватемали. Майже місяць Стогній разом зі своєю командою перебував у цих двох країнах. Та за цей час вони зробили кілька відкриттів. Наприклад, експедиція виявила руїни стародавнього міста Атлан на дні озера Ісабаль у Гватемалі. Після своєї подорожі Стогній створив новий документальний фільм про календар Майя — «Майя. Конец света», прем'єра якого відбулася на каналі ICTV. У 2013 році Костянтин Стогній здійснив подорож до Японії та зібрав матеріал для нового фільму, який буде присвячено японській мафії Якудза.

## Служба в органах внутрішніх справ
Костянтин Стогній служив у кримінальному розшуку Києва. Пізніше проходив службу у центральному апараті МВС України. У 2004 році Президент України Леонід Кучма нагородив орденом «За мужність» III ступеня.

## Нагороди
- Медаль "За бойові заслуги" (1988 рік) - за мужність та хоробрість, проявлені при виконанні спеціальних завдань командування Прикордонних військ на території Республіки Афганістан.[джерело?]
- Орден «За мужність» III ст. (16 листопада 2004) — за вагомий особистий внесок у розвиток телебачення і радіомовлення, високий професіоналізм, багаторічну сумлінну працю[1]
- Заслужений журналіст України (16 листопада 2012) — за вагомий особистий внесок у розбудову вітчизняного інформаційного простору, багаторічну сумлінну працю, високий професіоналізм та з нагоди Дня працівників радіо, телебачення та зв'язку[2]

## Книги
Костянтин Стогній автор ряду книг, у тому числі:
1. «Резонансные дела МВД» (у співавторстві з А.Кокотюхою)[3];
2. «Настоящий детектив» — книга — переможець VII Міжнародного фестивалю видавців та розповсюджувачів книг. Стогній завоював головний приз фестивалю «Золотий фенікс» в номінації «Вибір читача»;
3. «Экзотические места планеты». Відзначена спеціальним призом на книжковому фестивалі «Світ книги»;
4. «Золотая десятка спецназа»;
5. «Криминал»;
6. «В поисках счастья. Азиатський дневник»;
7. У 2015 році вийшов пригодницький роман «Пангапу» про експедицію на острови Океанії;
8. «Сокровища майя и конец света»;
9. У 2015 році вийшов його перший пригодницький роман «Пангапу, или Статуэтка богини Кали» про експедицію на острови Океанії. Ця книга видавалася тричі — два рази в Україні, один раз у США.
10. «Тибет, или Изумрудная Чаша Патриарха» (2016 р.);
11. «Озеро Исабаль, или Секретный код смерти» (2016 р.);
12. «Волки траву не едят» (2017 р.);
13. «Утерянное Евангелие. Книга 1» (2018 р.);
14. «Утерянное Евангелие. Книга 2» (2018 р.);
15. «Утерянное Евангелие. Книга 3» (2018 р.);
16. «Позывной „Крест“» (2020 р.)

## Особисті якості та погляди
Прихильник сильної держави з «вільною політикою» і вільною економікою. Захоплюється гірськолижним спортом, дайвінгом, боксом, стрільбою. Грає у футбол, волейбол. Володіє англійською та німецькою мовами.

## Родина та особисте життя
Одружений, батько чотирьох доньок.

## Додаткова інформація
Як автор циклу телевізійних програм, автор багатьох сюжетів і документальних фільмів нагороджений Премією імені Івана Франка у галузі інформаційної діяльності (2006).